# Wybory parlamentarne w Holandii w 1982 roku
Wybory parlamentarne w Holandii w 1982 roku – wybory, w których obywatele Holandii w drodze głosowania wybrali swoich przedstawicieli w parlamencie. Do zdobycia w 1980 roku było 150 mandatów. Wyniki przedstawiały się następująco:
| Partia                                  | Wynik | Zmiana |
| --------------------------------------- | ----- | ------ |
| Partia Pracy                            | 47    | +3     |
| Apel Chrześcijańsko-Demokratyczny       | 45    | -3     |
| Partia Ludowa dla Wolności i Demokracji | 36    | +10    |
| Komunistyczna Partia Holandii           | 3     | -      |
| Demokraci 66                            | 6     | -11    |
| Partia Radykalna                        | 2     | -1     |
| Pacyfistyczna Partia Socjalistyczna     | 3     | -      |
| Zreformowana Partia Polityczna          | 3     | -      |
| Zreformowana Unia Polityczna            | 1     | -      |
| Reformatorska Federacja Polityczna      | 2     | -      |
| Partia Centrum                          | 1     | +1     |
| Ewangelicka Partia Holenderska          | 1     | +1     |
| Suma Mandatów                           | 150   |        |